# Ruuthsbo
Ruuthsbo är en herrgård i Bjäresjö socken i Ystads kommun i Skåne.
Ruuthsbo är en gammal gård, som 1597 tillhörde Mogens Gjöe och i slutet av 1600-talet amiralen Hans Clerk. Från 1783 ägdes gården av finansministern Eric Ruuth på Marsvinsholm. Den blev 1808 och 1810 fideikommiss och fick då namnet Ruuthsbo. Förut hette den Gundralöv. Fideikommisset innehades därefter av ministerns son, sonson och sonsonsson. Då den sistnämnde, greve Gustaf Magnus Ruuth, 1898 avled ogift, uppstod tvist mellan hans syster, änkefriherrinnan Charlotte Ehrenborgh, och generallotsdirektören greve Magnus Daniel Ruuth, som tillhörde en yngre gren av ministerns ättlingar. Tvisten avgjordes genom att 1/3 tillerkändes friherrinnan Ehrenborgh och 2/3 greve Ruuth. 
När han dog 1903 upphörde fideikommisset. Godset ägs sedan 1969 av Gustav A. Hagemann von Levachoff. Huvudbyggnaden renoverades 2005.